# Blaydon Bridge
Blaydon Bridge je jedním z hlavních mostů vedoucích přes řeku Tyne v severovýchodní Anglii. Spojuje Scotswood ve městě Newcastle upon Tyne a Blaydon ve městě Gateshead.
Most byl navržen společností Bullen and Partners, postaven pak byl mezi lety 1987 a 1990 společností Edmund Nuttall Ltd. Jedná se o předpjatý betonový most se dvěma betonovými pilíři umístěními v řece. Po dokončení tvořil most spojnici mezi západním obchvatem Gateshead a nově vybudovaným západním obchvatem Newcastle upon Tyne. Od otevření byl určen jako část trasy silnice A1. Před jeho dokončením vedla silnice A1 na východ od Newcastlu a Gateshead přes Tyne Tunnel. Oficiálně byl otevřen královnou Alžbětou II. 1. prosince 1990. 